# Митропольский, Леонид Александрович
Леонид Александрович Митропольский (1904, Вышний Волочёк, Тверская губерния — 1989) — советский легкоатлет (толкание ядра, метание диска), чемпион и призёр чемпионатов СССР, Заслуженный мастер спорта СССР (1943), Заслуженный тренер СССР (1960). Выступал за клуб «Динамо» (Москва).
Окончил Высшую школу тренеров при ГЦОЛИФК (1937).

## Биография
Участник Великой Отечественной войны, разведчик Отдельной мотострелковой бригады особого назначения НКВД СССР. Был награждён орденами Великой Отечественной войны I степени, Красной Звезды, медалями «За отвагу», «Партизану Отечественной войны» I степени, «За оборону Москвы» и другими.
В 1949 году перешёл на тренерскую работу. Был автором и комментатором кинограмм сильнейших метателей мира. Оказывал помощь в подготовке олимпийским чемпионам Ромуальду Климу, Анатолию Бондарчуку, Юрию Седых и другим известным спортсменам. Был тренером сборной СССР на летних Олимпийских играх 1960 года в Риме.
Автор книги «Толкание ядра» (1941).

## Спортивные результаты
- Всесоюзные межведомственные соревнования по лёгкой атлетике 1934 года:
  - Толкание ядра —  (14.12);
- Всесоюзный слёт мастеров 1935 года:
  - Толкание ядра —  (14.225);
- Чемпионат Москвы по лёгкой атлетике 1937 года[2]:
  - Толкание ядра —  (13,97);
  - Метание диска —  (42,55);
- Всесоюзное легкоатлетическое первенство «Динамо» 1937 года[3]:
  - Толкание ядра —  (14,29);
  - Метание диска —  (44,53);
- Чемпионат СССР по лёгкой атлетике 1937 года:
  - Толкание ядра — ;
  - Метание диска —  (44,17);
- Чемпионат СССР по лёгкой атлетике 1938 года:
  - Толкание ядра —  (15,10);
- Чемпионат СССР по лёгкой атлетике 1939 года:
  - Толкание ядра —  (14,70);
  - Метание диска —  (47,80);
- Чемпионат СССР по лёгкой атлетике 1940 года:
  - Толкание ядра —  (14,88);
  - Метание диска —  (44,07);
- Чемпионат СССР по лёгкой атлетике 1944 года:
  - Толкание ядра —  (14,14);
  - Метание диска —  (42,89);
- Чемпионат СССР по лёгкой атлетике 1945 года:
  - Метание диска —  (45,90);
- Чемпионат СССР по лёгкой атлетике 1946 года:
  - Метание диска —  (44,61);
- Чемпионат СССР по лёгкой атлетике 1948 года:
  - Метание диска —  (46,07).

## Известные воспитанники
- Бакаринов, Юрий Михайлович (1938) — метатель молота, призёр чемпионата Европы, заслуженный тренер России.
- Балтовский, Алексей Иванович (1937—1986) — метатель молота, призёр чемпионата Европы.
- Григалка, Отто Янович (1925—1993) — толкатель ядра, метатель диска, призёр чемпионатов Европы, заслуженный мастер спорта СССР.
- Кондрашов, Геннадий Дмитриевич (1938) — метатель молота, чемпион СССР.
- Никулин, Юрий Петрович (1931—1988) — метатель молота, призёр чемпионатов СССР.
- Руденков, Василий Васильевич (1931—1982) — метатель молота, олимпийский чемпион, заслуженный мастер спорта СССР.
- Самоцветов, Анатолий Васильевич (1932—2014) — метатель молота, призёр Олимпийских игр.
- Трибунский, Владимир (1940) — метатель молота, призёр чемпионатов СССР.
- Фёдоров, Георгий Иванович (1923—2000) — толкатель ядра, призёр чемпионатов СССР.

## Награды
- Орден «Знак Почёта» (16.9.1960) — за успешные выступления в XVII летних и VIII зимних Олимпийских играх 1960 года, а также за выдающиеся спортивные достижения[4]
- Орден Отечественной войны I степени (6.4.1985)
- Орден Красной Звезды
- Медаль «За отвагу»
- Медаль «Партизану Отечественной войны» I степени
- Медаль «За оборону Москвы»